# Arxiu Judaic

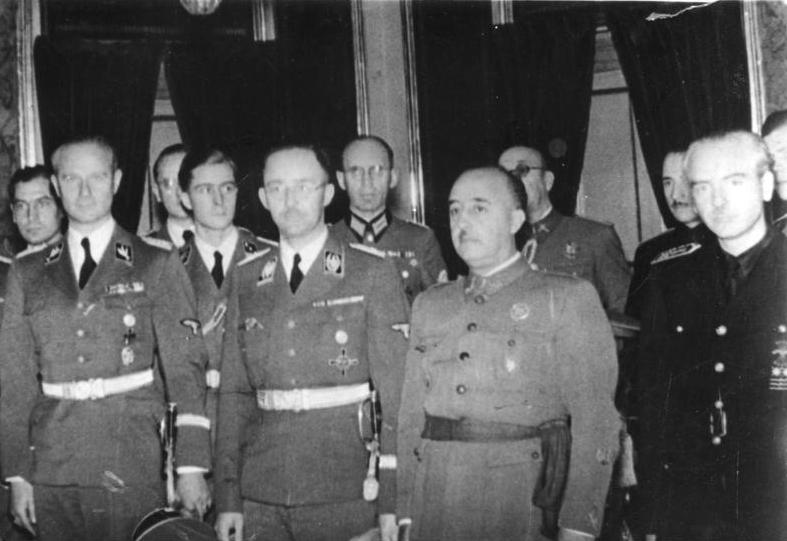
D'esquerra a dreta, en primer pla: Karl Wolff, Heinrich Himmler, Francisco Franco i Ramón Serrano Suñer, octubre de 1940.

L'Arxiu Judaic és el nom que rep el conjunt de documents elaborats i classificats durant la dictadura franquista a Espanya pels governadors civils a instàncies de la Direcció General de Seguretat, per filiar a tots els jueus, espanyols o no, residents al país, a fi de tenir controlats als jueus d'origen sefardí. L'arxiu va ser conegut per Heinrich Himmler. Als moments en què en la Conferència de Wannsee (gener de 1942) s'organitzava la denominada Solució Final, consta una comunicació segons la qual 6.000 jueus espanyols (la llista elaborada per les autoritats franquistes) es troben controlats, i que així ho ha comunicat l'Ambaixada d'Espanya en Berlín a les autoritats nazis.

## Història
Les lleis repressives promulgades pel Generalísimo Franco al final de la guerra civil o immediatament després no fan referència als jueus i sí en canvi a la maçoneria i al comunisme, com en la Llei per a la Repressió de la Maçoneria i el Comunisme de 1940, que en realitat estava dirigida contra tots els que havien recolzat a la República. Això s'explica perquè Espanya seguia sent un país sense jueus i perquè, com ha assenyalat Álvarez Chillida, no feia falta que es dictessin "lleis especials contra els jueus" en haver-se "restaurat la unitat catòlica" el que significava que "es considerava vigent implícitament l'edicte d'expulsió".
Però sí que es van adoptar mesures policials de control dels jueus. Es va crear un departament de Judaisme, annex al departament de Maçoneria, sota la direcció del policia Eduardo Comín Colomer, tots dos integrats en la quarta secció, Antimarxisme, de la Direcció General de Seguretat, al front de la qual estava José Finat y Escrivá de Romaní, "un representant de la dreta catòlica feixistitzada que havia ocupat prèviament el càrrec de delegat nacional del servei d'informació i recerca de FET y de las JONS i molt proper al ministre de la Governació, Ramón Serrano Súñer".
Al marge d'aquest organigrama es va crear a més una Brigada Especial, al front de la qual Finat va nomenar al furibund antisemita Mauricio Carlavilla. La seva missió principal era controlar als jueus residents a Espanya, atenent així la petició expressa de Heinrich Himmler, cap de les Schutzstaffel i dels serveis de seguretat del Tercer Reich, que es va entrevistar amb Finat a Berlín i en 1940, quan va visitar Espanya, amb el general Franco i amb Serrano Suñer. A canvi els nazis es van comprometre a lliurar a Franco a tots els exiliats republicans que capturessin, promesa que van complir. La Brigada Especial va ser la que es va ocupar de l'Arxiu Judaic en el qual estaven registrats tots els jueus, espanyols i estrangers, residents a Espanya, que es va mantenir en absolut secret, i que era alimentat amb els informes que enviaven els governadors civils sobre "les activitats de caràcter judaic" que es produïssin a la seva província. Segons José Luis Rodríguez Jiménez, "la col·laboració no es va produir en tots els casos requerits pels alemanys, però hi ha constància que algunes persones van ser lliurades a les autoritats de Berlín". Quan va canviar el signe de la Segona Guerra Mundial aquesta col·laboració es va interrompre.
La formació de l'Arxiu Judaic va ser el resultat d'una circular de la Direcció General de Seguretat del 5 de maig de 1941 en la qual José Finat y Escrivá de Romaní, comte de Mayalde, l'últim dia en què va ostentar aquest càrrec, ordenava als governadors civils que:
| « | ...[enviïn a la central informes individuals de] els israelites nacionals i estrangers establerts en aquesta província (...) indicant la seva filiació personal i polític-social, mitjans de vida, activitats comercials, situació actual, grau de perillositat i conceptuació policial ... Les persones objecte de la mesura que li encomano han de ser principalment aquelles d'origen espanyol designades amb el nom de sefardíes, ja que per la seva adaptació a l'ambient i similitud amb el nostre temperament posseeixen majors garanties d'ocultar el seu origen i fins a passar desapercebudes sense possibilitat alguna de coartar l'abast de fàcils manejos pertorbadors. | » |

Es va formar així l'Arxiu Judaic, que les seves inicials AJ figuraven en els expedients. En un d'ells, després d'afirmar que la persona -una dona de Barcelona- no tenia una filiació política coneguda, es deia: "Se li suposa la perillositat pròpia de la raça jueva (sefardita)". A més en els documents d'identitat o permisos de residència s'escrivia amb tinta vermella la paraula "jueu".
José Finat va ser nomenat poc després ambaixador d'Espanya en l'Alemanya nazi. Finat era amic personal de Ramón Serrano Súñer, primer Ministre d'Afers exteriors del franquisme i filonazi; també de Heinrich Himmler, al que va conèixer a l'octubre de 1940 en la seva visita a Espanya. Finat va col·laborar a prestar immunitat diplomàtica a la policia alemanya nazi per vigilar a Espanya als 30.000 alemanys residents i havia col·laborat amb la Gestapo en la detenció a França del President de la Generalitat de Catalunya, Lluís Companys, i del socialista Julián Zugazagoitia, i el seu trasllat a Espanya, on van ser afusellats.
Malgrat el relleu de Serrano Súñer en Exteriors i la seva substitució per Valentín Galarza, es va seguir ordenant i fitxant metòdicament a tots els jueus residents en territori espanyol. Els executors dels informes van ser fonamentalment falangistes: més de tres mil repartits per tota la geografia espanyola van elaborar, en aquells anys, centenars de milers d'expedients de "sospitosos"; i el 1940 van elaborar vuit-cents mil informes i fitxes sobre més de cinc milions de ciutadans.
Alguns jueus van ser empresonats i van sofrir maltractaments, però per la seva filiació republicana o maçònica, com va ser el cas de José Bleiberg, que es va suïcidar abans de ser detingut, mentre que els seus dos fills, Alberto Bleiberg i Germán Bleiberg, van estar quatre anys a la presó, o el del president de la comunitat jueva de Barcelona, tancat en un camp de concentració per ser maçó. Així mateix altres persones van tenir problemes per estar relacionades amb jueus, com li va ocórrer al poeta Jorge Guillén, casat amb una hebrea, o a l'escriptor filosefardita Rafael Cansinos Assens, en l'expedient dels quals constava que "és jueu, havent escrit diversos llibres i fullets en defensa del judaisme. És amic de l'aventurer JOSÉ ESTRUGO, dirigent del Socors Roig Internacional", raó per la qual se li va denegar la petició del "carnet de periodista", imprescindible per poder exercir aquesta professió. Per la seva banda, els xuetes mallorquins, encara que no va haver-hi cap acció oficial contra ells, van ser objecte d'amenaces anònimes, en una de les quals se'ls deia: "La Falange sabrà expulsar la púrria jueva".
En finalitzar la Segona Guerra Mundial, els arxius d'Afers Exteriors i el Ministeri de la Governació van ser expurgats a consciència per evitar qualsevol relació de l'Espanya de Franco amb l'Alemanya d'Adolf Hitler, eliminant les proves de col·laboracionisme en diferents matèries i, en aquest cas, sobre el qual es considera "probable destinació final" dels jueus espanyols.